# Torre Marsans
La Torre Marsans és una obra eclèctica de Barcelona protegida com a Bé Cultural d'Interès Local.

## Descripció
La Torre Marsans està ubicada a l'illa del districte de Gràcia delimitada pel passeig de Mare de Déu del Coll, el carrer Castellterçol i el passatge Tona. La finca afronta al Passeig Mare de Déu del Coll on té l'accés principal.
És una torre aïllada, situada al mig d'un l'ampli jardí de forta pendent. La finca disposa també d'una casa pel guarda, d'estil neogòtic, a sobre d'un pont que, aprofitant el desnivell, marca l'accés des del carrer.
La torre és un palau d'estiueig organitzat al voltant d'un pati d'estil mossàrab. De planta quadrada, consta de planta baixa i tres plantes pis. Al darrere té una important ampliació realitzada com un volum separat i unit per dues passarel·les a nivell de la primera i segona planta. Aquesta ampliació té un estil contemporani que no interfereix amb l'edifici original.
La façana principal, a sud, té una composició simètrica de tres eixos verticals. El central marca l'entrada, que queda emfatitzada per un balcó de grans dimensions recolzat per dues columnes. A sota del balcó es genera un porxo d'aixopluc al que arriba l'escalinata que salva el desnivell de la planta baixa amb el terreny. L'última planta triplica el nombre de finestres per donar un final formal a la composició.
La façana lateral est repeteix el mateix esquema, però perdent la simetria. Manté la composició d'obertures però varia algunes d'elles per equilibrar l'escurçament de la planta tercera respecte les altres dues, ja que aquesta no arriba a la cantonada nord.
La façana lateral oest repeteix el mateix esquema que la est i introdueix una tribuna al seu eix central a nivell de planta baixa. Aquesta està feta de pedra i disposa de columnes de ferro colat d'estètica noucentista a la zona de les fusteries.
La teulada dels cossos que envolten el pati és a quatre vents amb el carener paral·lel al carrer. El cos del darrere té coberta plana.
La cornisa, de pedra com la resta de les façanes, és de perfil classicista amb dentell.
A l'interior és remarcable el pati cobert de grans dimensions amb passadissos que aboquen sobre l'espai central a mode de claustre. La decoració d'aquesta zona central de l'interior és mossàrab amb profusió de materials, colors i formes representatives d'aquest corrent arquitectònic. Destaquen els arcs fistonats còncaus sobre columnes de marbre i revestits de textures en baix relleu de vius colors.
Artísticament cal destacar el curós treball de la pedra que s'utilitza en els elements de façana, especialment les baranes calades, les columnes i els frontons. En aquests detalls dominen les formes neoclàssiques combinades amb d'altres més carregades de motius florals.
També són notables les columnes de ferro colat de la tribuna.
L'edifici es considera eclecticiste a jutjar per la combinació d'influències estilístiques que es troben en els elements arquitectònics i el seu ornament.
Estilísticament s'evidencia la convivència de diferents corrents arquitectònics, en aquest cas, eclecticísme a l'exterior i neomossàrab a l'interior.